# Alexteroon
Alexteroon is een geslacht van kikkers uit de familie rietkikkers (Hyperoliidae). De groep werd voor het eerst wetenschappelijk beschreven door Jean-Luc Perret in 1988.
Er zijn drie soorten die voorkomen in delen van Afrika en leven in de landen Kameroen en Equatoriaal-Guinea. De verschillende soorten blijven klein en bereiken een lichaamslengte van twee tot drie centimeter.

## Soorten
Geslacht Alexteroon
- Soort Alexteroon hypsiphonus
- Soort Alexteroon jynx
- Soort Alexteroon obstetricans

Acanthixalus · 
Afrixalus · 
Alexteroon · 
Arlequinus · 
Callixalus · 
Chrysobatrachus · 
Cryptothylax · 
Heterixalus · 
Hyperolius · 
Kassina · 
Kassinula · 
Morerella · 
Opisthothylax · 
Paracassina · 
Phlyctimantis · 
Semnodactylus · 
Tachycnemis